# سماح سبعاوي

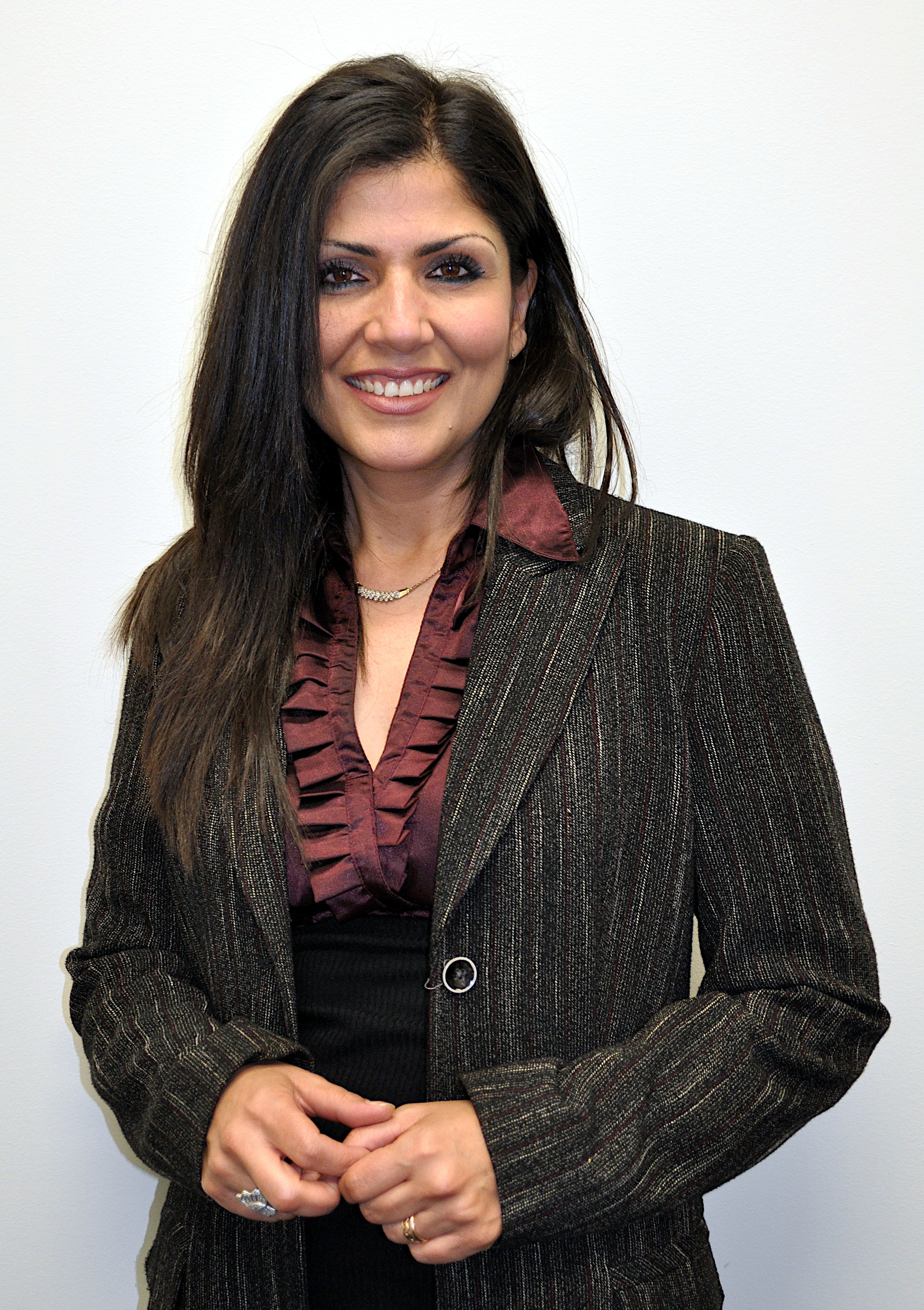

سماح سبعاوي كاتبة وشاعرة وناشطة حقوقية. تولت منصب المدير التنفيذي للمجلس الوطني للعلاقات العربية الكندية (بالإنجليزية: National Council on Canada-Arab relations (NCCAR)).
السبعاوي مستشارة سياسية لشبكة السياسات الفلسطينية. شاركت في العديد من المنتديات العامة حول بناء السلام، والمرأة في مناطق النزاع، وحق العودة للفلسطينيين.
والدها الروائي عبد الكريم السبعاوي.

## مساهمتها في المسرح العربي الأسترالي
تُعتبر السبعاوي سماح  من الأسماء البارزة في المسرح العربي الأسترالي. مسرحيتها "هم" (2019) نُفذت في أستراليا، كندا، والولايات المتحدة، وناقشت قضايا الشتات الفلسطيني. كما شاركت في عروض مسرحية مع "مسرح الرواد" في فلسطين وأستراليا، مما يعكس تفاعلها المستمر مع المشهد المسرحي العربي. 

## الجوائز الأدبية
في عام 2025، تم إدراج كتابها "تينة الصبّار لحبيبي" في القائمة القصيرة لجائزة "ستيلا" الأدبية، وهي واحدة من أبرز الجوائز الأدبية النسائية في أستراليا. هذا الإنجاز يعكس تقديرًا عالميًا إبداعها الأدبي.